# Coupe d'antimoine

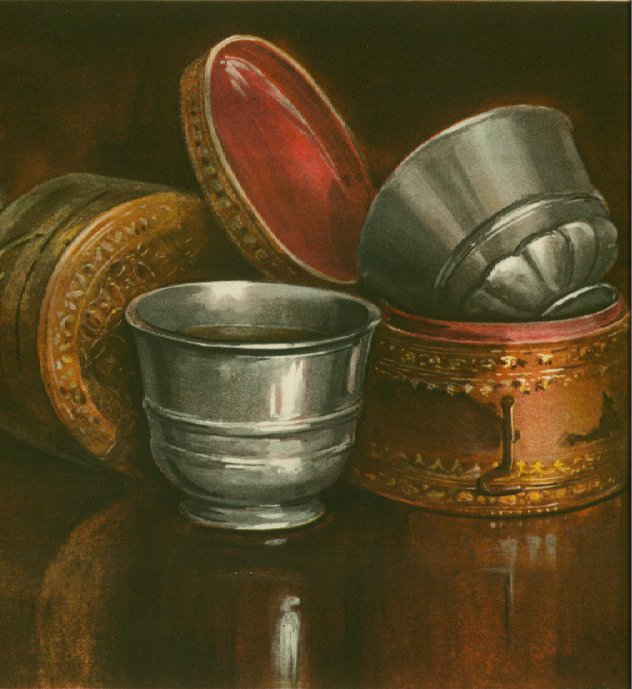
Coupes d'antimoine du XVIIe siècle avec leurs étuis (illustration de 1923).

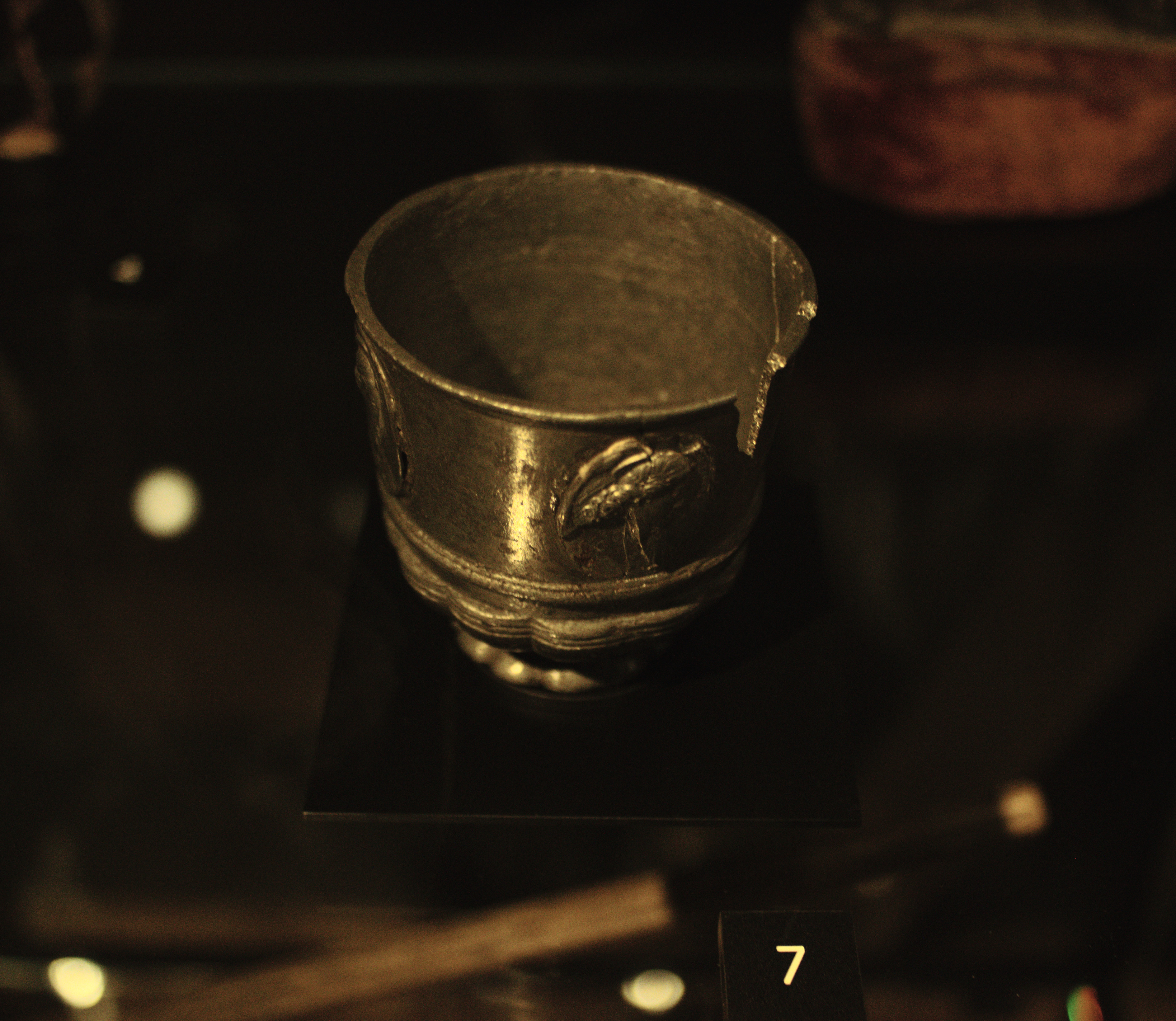
Coupe d'antimoine exposée au Musée Boerhaave de Leyde (Pays-Bas). Probablement fabriquée en Angleterre entre 1650 et 1700.

Les coupes d'antimoine sont des coupes ou des petits gobelets d'une demi-pinte constitués en partie d'antimoine. Populaires en Europe aux XVIIe et XVIIIe siècles, elles étaient aussi connues sous les noms de « pocula emetica », « calices vomitorii » ou « coupes émétiques » : le vin qui y était conservé 24 heures acquérait une qualité émétique ou laxative. L'acide tartrique du vin attaquait le métal de la coupe, ce qui formait du tartrate d'antimoine,.

## Histoire
Les banquets romains de l'antiquité avaient des gobelets de vin à l'antimoine.  La coupe d'antimoine était utilisée pour faciliter l'expulsion par vomissement d'une nourriture trop abondante. Les coupes d'antimoine ont été utilisées en Grande-Bretagne et aux Amériques à partir du début du XVIIe siècle et durant une bonne partie du XVIIIe. L'orthographe de l'époque était « Antimonyall Cupps ». Ces coupes étaient communes dans les monastères.
Aujourd'hui elles sont extrêmement rares : on n'en connait que six en Grande-Bretagne, toutes à Londres, deux aux Pays-Bas (Amsterdam et Leyde), une en Suisse à Bâle et une en Italie à Ariccia, dans le palais Chigi. Celle qui se trouve au National Maritime Museum de Greenwich est réputée avoir appartenu au capitaine Cook. La raison pour laquelle il possédait une coupe d'antimoine est l'objet de spéculations, depuis des problèmes d'estomac jusqu'au scorbut. Cette coupe a été déposée en prêt au musée en 1983 par Lady Rowley, fille du George Monckton-Arundell, ancien Gouverneur général de Nouvelle-Zélande. La famille le possédait depuis longtemps et pensait qu'il s'agissait d'une coupe de communion en étain. L'ancêtre de Lady Rowley, le général Robert Monckton, était l'adjoint du général James Wolfe au Québec. Cook avait participé à l'expédition de 1759 sur le Saint-Laurent sous le commandement de l'amiral Edward Saunders et du général Wolfe. La coupe d'antimoine pourrait avoir été rapportée par William George Monckton-Arundell entre 1815 et 1830, parmi d'autres objets de Cook acquis lors d'une vente des biens du contre-amiral Isaac Smith (en), cousin et familier d'Elizabeth Cook (veuve de James Cook).
La réapparition des coupes en antimoine dans l'Empire britannique pourrait être due à la prohibition de l'antimoine par une loi du Parlement de 1566[réf. souhaitée]. Pour contourner cette loi, on a fabriqué des coupes en étain avec une proportion variable d'antimoine. Lorsqu'on y faisait reposer du vin pendant environ 24 heures, il s'imprégnait de tartrate d'antimoine, par l'action de l'acide tartrique du vin sur la couche de métal oxydée du récipient. La boisson qui en résultait formait un purgatif assez agréable. La coupe d'antimoine familiale était ainsi passée de génération en génération.

## Description
La Cyclopaedia d'Ephraim Chambers affirme en 1728 que ces coupes étaient fabriquées à partir de verre d'antimoine (en) ou d'antimoine et de salpêtre. Le liquide qui y séjournait n'était plus absorbable par l'estomac et l'antimoine qu'il contenait le rendait purgatif ou émétique.
Une coupe d'antimoine du Geological Museum de Londres porte sur son petit couvercle ornemental l'inscription allemande en vers : « Du bist ein Wunder der Natur und aller Menschen sichere Cur » (Tu es une merveille de la nature et pour tous les hommes une cure sûre). Ces coupes ornées peuvent être en métal blanc à 89% d'étain et 7% d'antimoine. Elles peuvent aussi être en triple pewter, avec moins d'étain et jusqu'à 15% d'antimoine.
La taille des coupes utilisées en Angleterre et en Amérique à partir du XVIIe siècle est d'environ 5 cm de haut et de diamètre. Elles contiennent environ 12 cl de vin. Bien que d'autres émétiques aient été disponibles à cette époque, beaucoup de foyers possédaient une coupe d'antimoine. Les instructions typiques étaient de la remplir de vin blanc à six heures du soir et de consommer le liquide le lendemain matin à sept heures. Les enfants ne devaient prendre qu'une demi-dose, quitte à boire le reste après quelques heures s'ils n'avaient pas vomi. Cette méthode pour récupérer l'antimoine dépendait de l'acidité du vin. S'il était trop acide, la concoction pouvait devenir trop forte, causant des empoisonnements ou même la mort.

## Sources
- (en) Account of an Antimonial Cup, from The Gentleman's Magazine, and Historical Chronicle, Volume 102, Part 1, E. Cave, 1832
- (en) Chambers, Ephraim, Cyclopædia, or, An universal dictionary of arts and sciences : containing the definitions of the terms, and accounts of the things signify'd thereby, in the several arts, both liberal and mechanical, and the several sciences, human and divine : the figures, kinds, properties, productions, preparations, and uses, of things natural and artificial : the rise, progress, and state of things ecclesiastical, civil, military, and commercial : with the several systems, sects, opinions, &c : among philosophers, divines, mathematicians, physicians, antiquaries, criticks, &c : the whole intended as a course of antient and modern learning. (1728)
- (en) Mauder, Andrew, Victorian crime, madness and sensation, Ashgate Publishing, Ltd., 2004,  (ISBN 0-7546-4060-4)
- (en) The Technologist, Volume 1, Kent & Co., 1861.